# AIS-SART

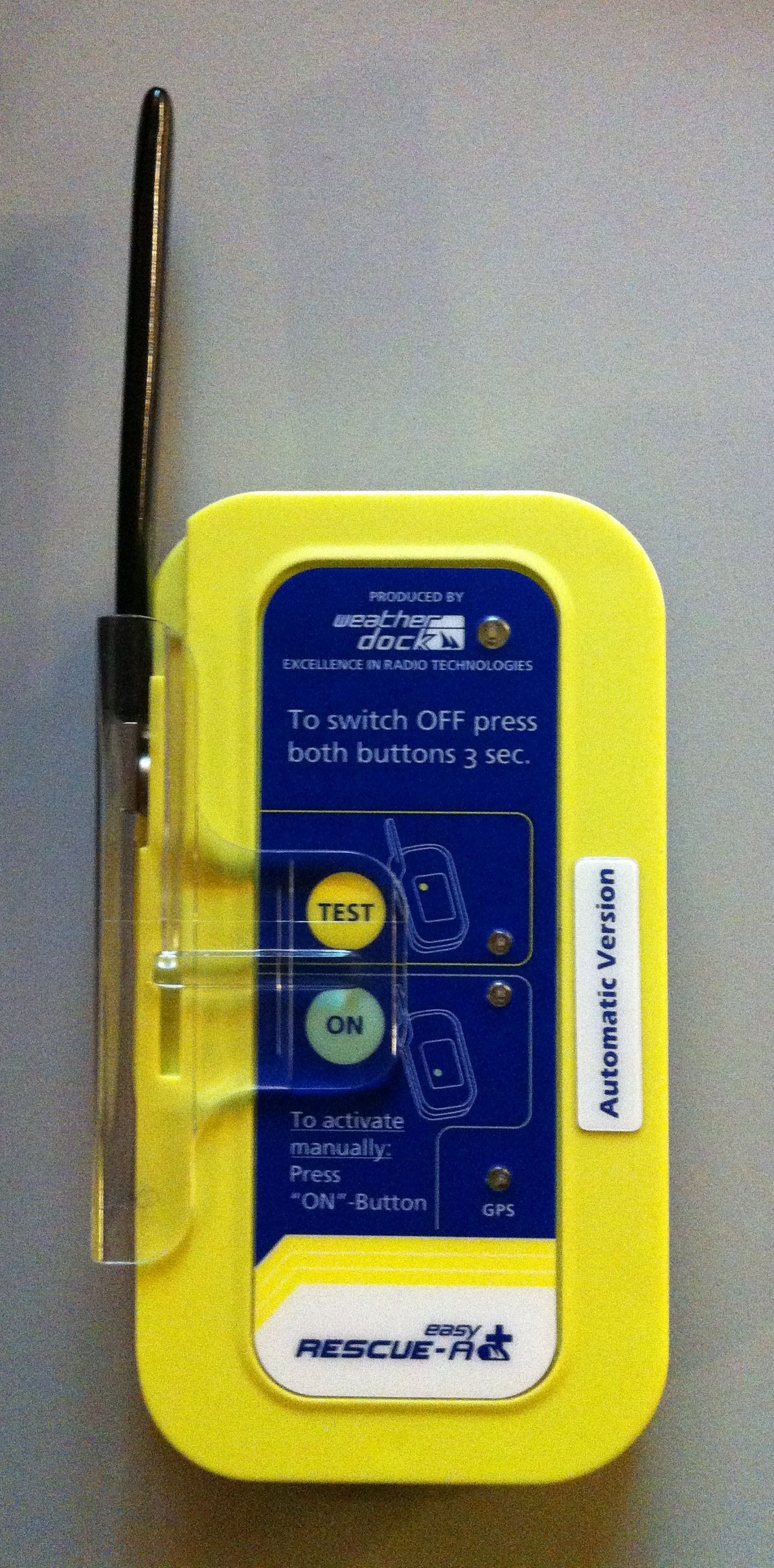
AIS-SART

Ein AIS-SART (Automatic Identification System – Search And Rescue Transmitter, englisch für ‚Automatisches Identifizierungssystem – Such- und Rettungssender‘) ist ein Gerät, das auf Basis des Protokolls des Automatic Identification Systems (AIS) eine positionsbezogene Notfallmeldung aussendet. Die Positions- und Zeitsynchronisation des AIS-SART erfolgt über ein eingebautes GPS-Modul.
Die Position des in Seenot befindlichen Rettungsbootes oder einer Person mit einem AIS-SART in der Rettungsweste wird über den AIS-Empfänger oder AIS-Sender/-Empfänger an den PC oder an den Kartenplotter als serielles Protokoll weitergeleitet und damit dann am Plotter oder am PC sichtbar.  Somit lässt sich durch jedes Schiff, welches AIS an Bord hat, eine sofortige Rettungsaktion einleiten, wodurch die Überlebenschancen enorm erhöht werden. 
Die Einführung des Systems wurde nach den Anschlägen vom 11. September 2001 von Seiten der USA forciert. Inzwischen sind alle Berufsschiffe weltweit mit AIS ausgestattet, in Zentraleuropa auch alle Behördenwasserfahrzeuge und SAR-Einheiten. In den letzten Jahren nahm auch der Ausstattungsgrad der Sportboote mit AIS  zu.
Der AIS-SART erhält seine Positions- und Zeitsynchronisation durch einen eingebauten GPS-Empfänger. Die Position wird pro Minute in einer Serie von acht identischen Positionsmeldungen (vier auf 161,975 MHz und vier auf 162,025 MHz) ausgesendet. Dadurch wird die Möglichkeit erhöht, dass mindestens eine Meldung am höchsten Punkt der Meereswelle ausgesendet wird.